# (15414) Pettirossi
(15414) Pettirossi ist ein Asteroid des Hauptgürtels, der am 26. Januar 1998 von Astronomen des Spacewatch-Projekts am Kitt-Peak-Nationalobservatorium (IAU-Code 695) in Arizona entdeckt wurde.
Der Himmelskörper wurde am 16. Januar 2014 nach dem paraguayischen Piloten und Luftfahrtpionier Silvio Pettirossi (1887–1916) benannt, der im Dezember 1914 den ersten Aeroclub de Paraguay gründete und wurde dessen erster Präsident war.